# Carlos Santana (baseballista)
Carlos Santana (ur. 8 kwietnia 1986) – dominikański baseballista występujący na pozycji łapacza i pierwszobazowego w Kansas City Royals.

## Przebieg kariery
W sierpniu 2004 podpisał kontrakt jako wolny agent z Los Angeles Dodgers, jednak występował jedynie w klubach farmerskich tego zespołu, między innymi w Vero Beach Dodgers i Inland Empire 66ers, reprezentujące poziom Class A Advanced. W lipcu 2008 w ramach wymiany zawodników przeszedł do Cleveland Indians.
W Major League Baseball zadebiutował 11 czerwca 2010 w meczu przeciwko Washington Nationals, rozgrywanego w ramach interleague play. 29 kwietnia 2011 w spotkaniu z Detroit Tigers zdobył zwycięskiego, pierwszego w karierze grand slama.
W kwietniu 2012 podpisał nowy, pięcioletni kontrakt wart 21 milionów dolarów. W marcu 2013 wraz z reprezentacją Dominikany zdobył złoty medal na turnieju World Baseball Classic. W grudniu 2017 podpisał trzyletni kontrakt z Philadelphia Phillies.
W grudniu 2018 powrócił do Cleveland Indians. W sezonie 2019 po raz pierwszy w swojej karierze wystąpił w Meczu Gwiazd i otrzymał nagrodę Silver Slugger Award. W grudniu 2020 został zawodnikiem Kansas City Royals.

## Nagrody i wyróżnienia
| Nagroda/wyróżnienie  | Lata | Źródło |
| All-Star             | 2019 | [ 3 ]  |
| Silver Slugger Award | 2019 | [ 9 ]  |